# Jamie Benn
Jamie Benn (Victoria, 18 luglio 1989) è un hockeista su ghiaccio canadese.
Dal 2012 milita nei Dallas Stars.
Ha vinto la medaglia d'oro olimpica alle Olimpiadi invernali 2014 svoltesi a Soči, trionfando con la sua nazionale nel torneo maschile di hockey su ghiaccio.
Ha conquistato inoltre la medaglia d'oro al campionato mondiale di hockey su ghiaccio Under-20 2009. Ha partecipato anche al campionato mondiale di hockey su ghiaccio maschile 2012.
Nel 2015 ha vinto l'Art Ross Trophy.